# Юджин Лаверті
Юджин Лаверті (англ. Eugene Laverty; 3 червня 1986, Тумербрідж, Північна Ірландія) — ірландський мотогонщик, учасник чемпіонатів світу з шосейно-кільцевих мотогонок серій MotoGP, WSBK та WSSP. Його брати Майкл та Джон теж професійно займаються мотоспортом.

## Кар'єра
Юджин почав професійні виступи у 2001 році. В наступному році він дебютував у британському чемпіонаті з шосейно-кільцевих мотоперегонів в класі 125cc, тоді ж вперше фінішував на подіумі.
У сезоні 2003 Лаверті фінішував 7-им у загальному заліку чемпіонату, здобувши у сезоні першу перемогу, а вже в наступному став віце-чемпіоном, здобувши за сезон 4 перемоги.
В сезоні 2005 Юджин дебютував у змаганнях британської серії Суперспорт, де з одним подіумом закінчив сезон на 9-му місці. В наступному році ірландець здобув 4 перемоги, закінчивши чемпіонат на 3-му місці.

### MotoGP
У сезоні 2007 відбувся дебют Юджина в найпрестижніших мотоциклетних змаганнях світу — серії MotoGP. Він провів повноцінний сезон як гонщик команди «LCR Honda» в класі 250cc. У 17 гонках він набрав лише 6 очок, фінішувавши у загальному заліку на 25-му місці.
На наступний сезон він перейшов до команди «Blusens Aprilia», але його результати залишились невисокими — 8 очок та лише 21-е місце. У сезоні ірландець також взяв участь у двох гонках чемпіонату світу Суперспорт по вайлд-кард, в яких зумів здобути перший подіум в серії (3-є місце на італійській трасі Валлелунга).

### WSSP
Невдалі виступи у MotoGP та успіхи у Суперспорті заставили Юджина повністю сконцентруватись на виступах у останній серії. У сезоні 2009 Лаверті здобув 4 перемоги на етапах та став віце-чемпіоном світу, слідом за британцем Келом Кратчлоу.
Наступний сезон став ще успішнішим — у 13 гонках він здобув 8 перемог. На жаль, через схід у Брно Юджин не зміг стати чемпіоном — його супротивник та майбутній чемпіон світу турок Кенан Софуглу, хоч і здобув лише 3 перемоги, проте у всіх гонках фінішував на подіумі.

### WSBK

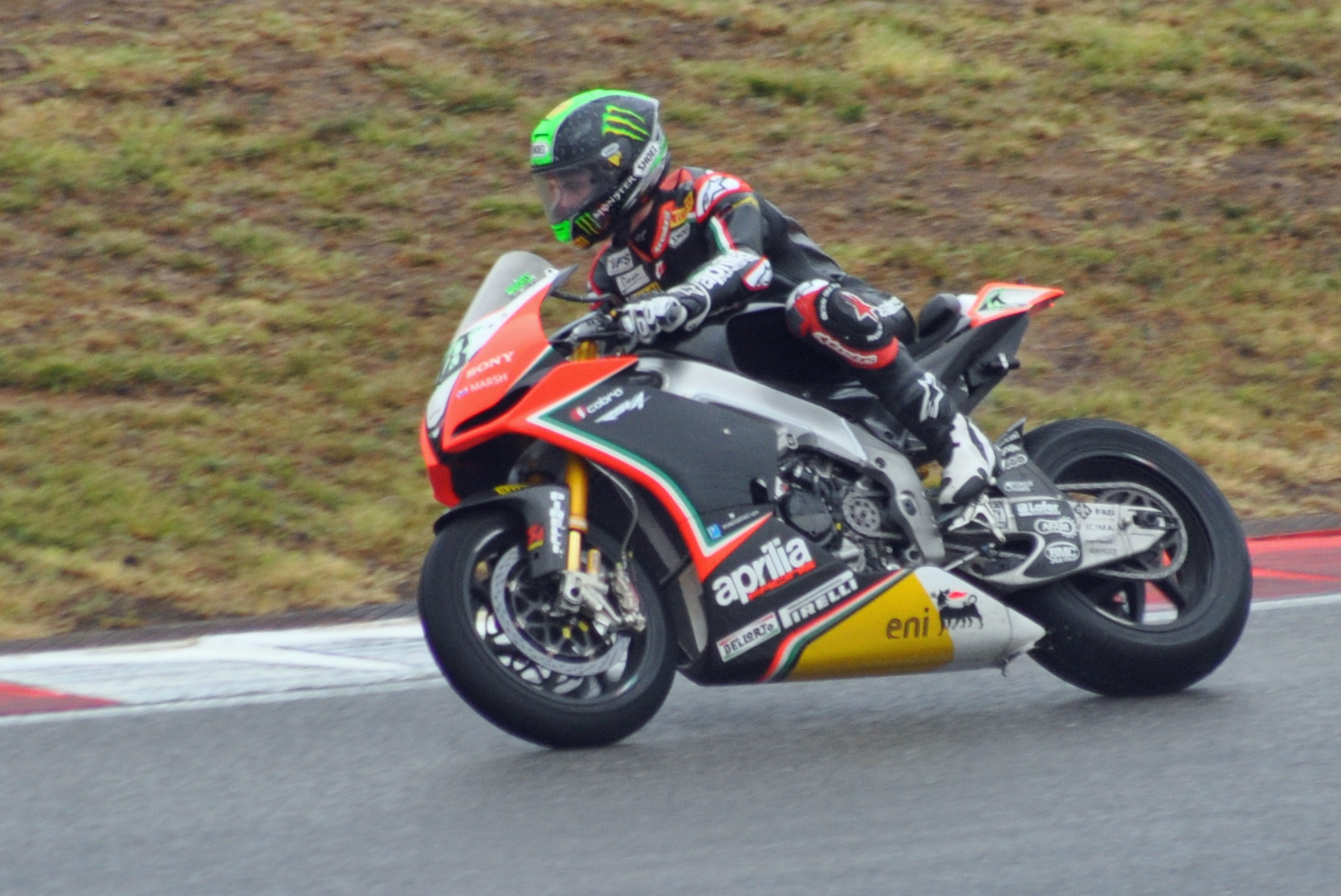
Юджин Лаверті в складі команди «Aprilia Racing Team», 2012 рік

Успішні виступи у WSSP привернули до Юджина увагу керівників команд більш престижної серії — чемпіонату світу з супербайку. Як наслідок, з сезону 2011 Лаверті прийняв пропозицію та перейшов до команди «Yamaha World Superbike Team», де його напарником став Марко Меландрі. В дебютному сезоні ірландець здобув 2 перемоги, обидві на славетному треці Монца. В загальному заліку він фінішував 4-им.
Наступний сезон виявився важчим. Перед початком сезону Юджин перейшов до команди «Aprilia Racing Team», де його напарником став інший відомий італієць Макс Б'яджі. Останній став чемпіоном світу, а Лаверті з єдиною перемогою зайняв лише 6-е місце.
В сезоні 2013 Юджин продовжив виступати за «Aprilia Racing Team». На зміну Б'яджі, який завершив кар'єру, в напарники ірландця був прийнятий Сильвен Гвінтолі. Протягом сезону Лаверті здобув 9 перемог та став віце-чемпіоном світу, поступившись Тому Сайксу.
На наступний сезон Юджин перейшов до команди «Voltcom Crescent Suzuki». На жаль, він не зміг на рівні конкурувати з гонщиками на Aprilia та Kawasaki — хоча він і виграв дебютну гонку сезону, але вона стала його єдиною перемогою в чемпіонаті. Ставши найкращим гонщиком Suzuki, ірландець фінішував в загальному заліку на 10-му місці.

### Повернення у MotoGP
На сезон 2015 Юджин отримав запрошення від команди MotoGP «Aspar MotoGP Team», яке з радістю прийняв. У 18 гонках сезону ірландець лише 4 рази зумів фінішувати в очковій зоні, набравши загалом 9 очок та фінішувавши на 22-му місці загального заліку.
На наступний сезон співпраця Лаверті та команди продовжилась.

## Статистика виступів

### у MotoGP

#### В розрізі сезонів
| Сезон | Клас   | Команда                | Мотоцикл        | Гонки | Пер | Под | ПП | НК | Очки | Місце |
| ----- | ------ | ---------------------- | --------------- | ----- | --- | --- | -- | -- | ---- | ----- |
| 2004  | 125cc  | Red Bull Rookies Honda | Honda           | 1     | 0   | 0   | 0  | 0  | 0    | —     |
| 2007  | 250cc  | Honda LCR              | Honda RS250R    | 17    | 0   | 0   | 0  | 0  | 6    | 25    |
| 2008  | 250cc  | Blusens Aprilia        | Aprilia         | 12    | 0   | 0   | 0  | 0  | 8    | 21    |
| 2015  | MotoGP | Aspar MotoGP Team      | Honda RC213V-RS | 18    | 0   | 0   | 0  | 0  | 9    | 22    |
| 2016* | MotoGP | Aspar MotoGP Team      | Honda RC213V-RS |       |     |     |    |    |      |       |

Примітки: * — сезон триває.

## Зовнішні посилання
- Профіль [Архівовано 21 листопада 2016 у Wayback Machine.] на офіційному вебсайті MotoGP (англ.)